# Schwesta Ebra

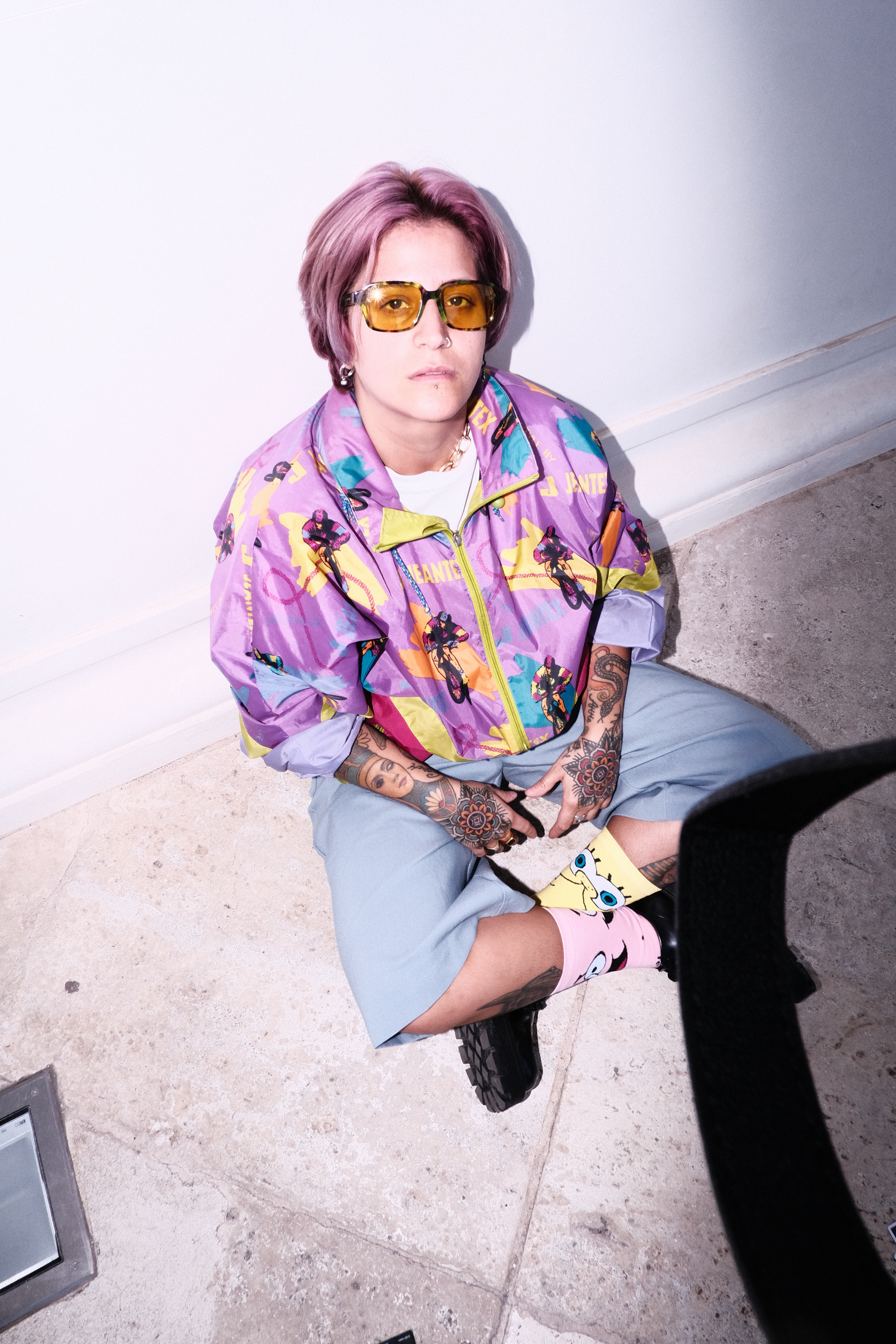
Schwesta Ebra (2024)

Schwesta Ebra (bürgerlich Ebru Sokolova; geboren in Österreich) ist eine Musikerin und Künstlerin, die sich mittels Politsatire, Comedy und Rap gesellschaftskritisch mit verschiedenen Themen wie dem Sexismusproblem der HipHop-Szene, toxischer Männlichkeit oder Rassismus auseinandersetzt.

## Leben und Werk
Ebru Sokolova wurde in Österreich geboren und verbrachte ihre Jugend im Waldviertel. Ihre Mutter war als junge Frau von Bulgarien nach Österreich gezogen, die Familie gehört zur türkischen Minderheit. Im Alter von elf Jahren begann Ebru Sokolova zu singen und erste Musikvideos auf YouTube hochzuladen. Als sie nach Wien zog, begann sie sich stärker mit ihrer Herkunft auseinanderzusetzen und setzt sich seitdem für einen einfacheren Zugang zur österreichischen Staatsbürgerschaft ein. Sokolova ist Bulgarin und absolviert ein Lehramtsstudium in Wien.
Schwesta Ebra veröffentlicht kurze Clips auf TikTok und Instagram, die sich gesellschaftskritisch mit unterschiedlichen Themen auseinandersetzen. In ihrer Parodie auf männliche zumeist sexistische Rapper wie Yung Hurn, Apache 207, Ufo361 oder RAF Camora tritt sie oftmals verkleidet auf und verkörpert im Stil des jeweiligen Künstlers ihre queer-feministischen Texte. Nach dem Erfolg in den sozialen Medien entstanden erste Songs. Die Single mit dem Titel Männer haben wurde 2021 veröffentlicht. In ihrem Song Deine Dickpicks thematisiert Ebra das ungefragte Zusenden von Dickpics: „Wir wurden schon belästigt / da waren wir nicht mal 15“. Das Magazin Musikexpress beschrieb ihren Stil: „Schwer auszuhalten, wenn Schwesta Ebra ihre Doppelsingle auf YouTube mit Mackerkommentaren aus dem Internet einleitet. Aber ihr Ding ist das Sichtbarmachen von Ungleichheit – und Schweinereien darüber hinaus.“
Zusammen mit ihrer langjährigen Partnerin hat sie einen weiteren Tiktok- und Instagram-Account, der sich mit Klischees lesbischer Frauen auseinandersetzt. Schwesta Ebra erzählt im Magazin Mannschaft über ihren Umgang mit Hasskommentaren: „Als Teil der LGBTIQ Community muss man sich im Laufe des Lebens nicht selten mit Kommentaren, Bemerkungen, Beschimpfungen, Beleidigungen und unangebrachten Fragen von Mitmenschen herumschlagen.“ Hasskommentare, die sie in den sozialen Medien erhält, wandelt Ebra in humorvolle Rap-Parodien und postet sie auf ihren Social-Media-Kanälen. Sie tritt auf verschiedenen Veranstaltungen und Festivals wie dem Donauinselfest oder dem Kultursommer Wien in Österreich und Deutschland auf.
2024 reichte Schwesta Ebra den Song 0171719 (die Telefonnummer des Wiener Frauennotrufs) beim Protestsongcontest ein und wurde von der Vorjury ins Finale des Contests gewählt, der am 12. Februar im Rabenhof Theater stattfand. Dort belegte sie den insgesamt 4. Platz, wobei sie das Publikumsvoting für sich entscheiden konnte.
Trotz viel versprechenden Abstechern ins Genre Kabarett bleibt sie der Musik treu, wie zum Beispiel als Support der Gruppe Kafvka auf ihrer „Kaputt“-Tour im Herbst 2024.
Der Künstlername Schwesta Ebra ist eine Anspielung auf Schwesta Ewa und geht auf einen Instagram-Accountnamen zurück. Das Wort „Ebra“ geht auf eine Kombination des Vornamens Ebru mit dem Ausruf „Braah“ von Capital Bra zurück, den Schwesta Ebra als „Ebraah“ parodiert.

## Diskografie (Auswahl)
Singles und EPs
- 2021 Deine Dickpics
- 2021 Queerfeminist Cypher (feat. Gazal, Babsi Tollwut, Finna)
- 2021 Du kannst super Deutsch
- 2021 Bebi
- 2022 Kein Plan (EP)
- 2022 Surrender
- 2023 Maskuline Vibes (feat. Markus Lando)
- 2024 0171719
- 2024 Phänomen (feat. Cabrio mp3)
- 2024 Bär > Mann